# Metalasia densa
Metalasia densa là một loài thực vật có hoa trong họ Cúc. Loài này được (Lam.) P.O.Karis mô tả khoa học đầu tiên năm 1989.